# المجمع المغلق 1492
المجمع المغلق 1492 هو المجمع الموكول بانتخاب بابا الكنيسة الكاثوليكية الجديد بعد استقالة البابا. انعقد مجمع الكرادلة لانتخاب البابا الجديد بدءًا من
6 أغسطس 1492 وانتهى في 11 أغسطس 1492. انتُخبَ إسكندر السادس ليكون البابا الجديد للكنيسة.
عُقدَ المجمع في الفاتيكان في 1492.